# Албін Фельц
Албін Фельц (17 травня 1941, Єсениці, Третій Рейх) — словенський хокеїст і хокейний тренер, грав на позиції нападника.

## Кар'єра

### Спортивна кар'єра
Албіна Фелц розпочав свою спортивну кар'єру в клубі Акроні Єсеніце, де дебютував в сезоні 1958/1959. За свою кар'єру гравця він закинув 458 шайб у Югославської хокейній лізі, що було рекордом до 1971 року, і здобув 14 титулів чемпіона країни. З 1971 по 1974 роки він грав за клуб Ольтен, пізніше був визнаний кращим гравцем за історію того ж клубу. У сезоні 1982/1983 завершив кар'єру гравця.
У 1969 році Албін Фельц став одним з трьох югославських гравців, які вперше виступили в НХЛ: разом з Віктором Тишларом він зіграв за американський клуб Сент-Луїс Блюз (третій, Тоне Гале, виступив за клуб Чикаго Блекгокс).

### Кар'єра в збірній
За збірну Югославії Албін грав в роках 1961—1979. Закинув 82 шайби, віддав 91 передачу, провів 155 ігор. Виступав на зимових Олімпійських іграх 1964, 1968 та 1972 років. Під час проведення чемпіонату світу 1964 року, у втішному турнірі Албін закинув рекордні 12 шайб — стільки ж було у лідируючого японця Масахиро Сато, проте той по балам отримав перемогу над Фелцом (14 проти 13). У 1968 році в групі B чемпіонату світу в рамках втішного турніру Олімпійських ігор він став кращим бомбардиром з 6 шайбами і 5 гольовими передачами, потрапивши в збірну зірок.

## Нагороди
До 80-річчя словенського хокею в 2007 році, Албін Фелц був урочисто прийнятий в Зал слави словенських хокеїстів. У 2012 році він став також одним із небагатьох спортсменів отримавших своє місце у залі слави словенських спортсменів..

## Сім'я
Албін Фельц має доньку Сабіну, яка входить в склад жіночої збірної Словенії з баскетболу.